# 横山政和
横山 政和（よこやま まさかず、天保5年（1834年） - 明治26年（1893年）8月25日） は、加賀藩家老。人持組横山蔵人家第7代。父は横山政孝。通称は政次郎、多門、蔵人。号は蘭州。家紋は角ノ内万字。

## 生涯
天保5年（1834年）、加賀藩家老横山政孝の子として生まれる。天保7年（1836年）、父の死去により家督相続する。嘉永元年（1848年）、父の遺領1万石全ての相続を許される。嘉永6年（1853年）、家老となる。文久3年（1863年）、小松城代を兼ねる。明治元年（1868年）、執政となる。明治2年（1869年）、金沢藩大参事となる。京都紫野にある、先祖・小野篁墓所の傍に石碑（参議小野公塋域碑）を建てた。
明治26年（1893年）8月25日、死去。享年60。墓所は野田山墓地。